# Negyedik buddhista zsinat
A negyedik buddhista zsinat két különböző buddhista tanácskozásra utal. Az elsőt az i. e. 1. században tartották Srí Lankán. Ekkor jegyezték le először a théraváda páli kánont - ami akkor pálmalevelekre történt. A másodikat a szarvásztiváda iskola tartotta Kasmírban az i. sz. 1. században.

## A Srí Lanka-i tanácskozás
A théraváda iskola buddhista tanácskozását annak kapcsán tartották, hogy az egyik évben Srí Lankán nagyon rossz volt a termés és nagyon sok szerzetes halt éhen. Mivel akkoriban a páli kánon csak a szájhagyományban élt, az életben maradt szerzetesek felismerték annak veszélyét, hogyha nem írják le a Tipitaka szövegét. Így akkor sem vész el a tanítás, ha a szerzetesek egy része életét veszti. A Tambapanni város mellett megrendezett tanácskozás négy évig tartott Valagambahu (i. e. 103-77 körül) király patrónusa mellett. Felismerték, hogy a szerzetesek többségének lehetetlen volt megtanulni a Tipitaka tanításainak szövegét kívülről. Egy Mahárakkhita nevű szerzetes vezetésével ötszáz további szerzetessel együtt idézték fel emlékezetük segítségével Buddha szavait és pálmalevelekre írták le őket. Erre a hatalmas feladatra az Aloka lena-barlangban került sor, az ország közepén, a mai Matale város közelében. A szövegeket hónapok alatt sikeresen lejegyezték.
A tanácskozás után pálmalevél könyvek jelentek meg és más országokba is eljutottak, például Burmába, Thaiföldre, Kambodzsába és Laoszba.

## A kasmíri tanácskozás
A szarvásztiváda tanácskozást állítólag a kusán uralkodó Kaniska (i. e. 127-151 körül) hívta össze valószínűleg i. sz. 78-ban Dzsálandhárban vagy Kasmírban. A théraváda iskola ezt a tanácskozást nem ismeri el hivatalosan. A tanácskozásról készült leírásokat a mahájána hagyományban őrzik. A mahájána hagyomány néhány írását a szarvásztiváda Abhidharma szövegeire alapozza, amelyeket ezen a tanácskozáson tettek rendbe.
Úgy tartják, hogy erre a tanácskozásra az uralkodó 500 szerzetest hívott össze azért, hogy hatalmas mennyiségű magyarázószövegeket írjanak az Abhidharmához. A tanácskozás legfontosabb eredménye a Mahávibhása (Nagy szövegmagyarázat) megírása volt.